# ウィリアム・カンテロ
ウィリアム・カンテロ（英語: William Cantelo, 1839年 - 1880年失踪）は、イギリスの発明家。初期の機関銃の開発に貢献したが、1880年代にサウサンプトンの自宅から姿を消した。二人の息子は、アメリカの発明家でマキシム銃を開発したハイラム・マキシム（1840年2月5日 - 1916年11月26日）の写真を見て、父親と表面的に似ていることから、カンテロが新たな名前で再登場したのではないかと考えた。

## 経歴

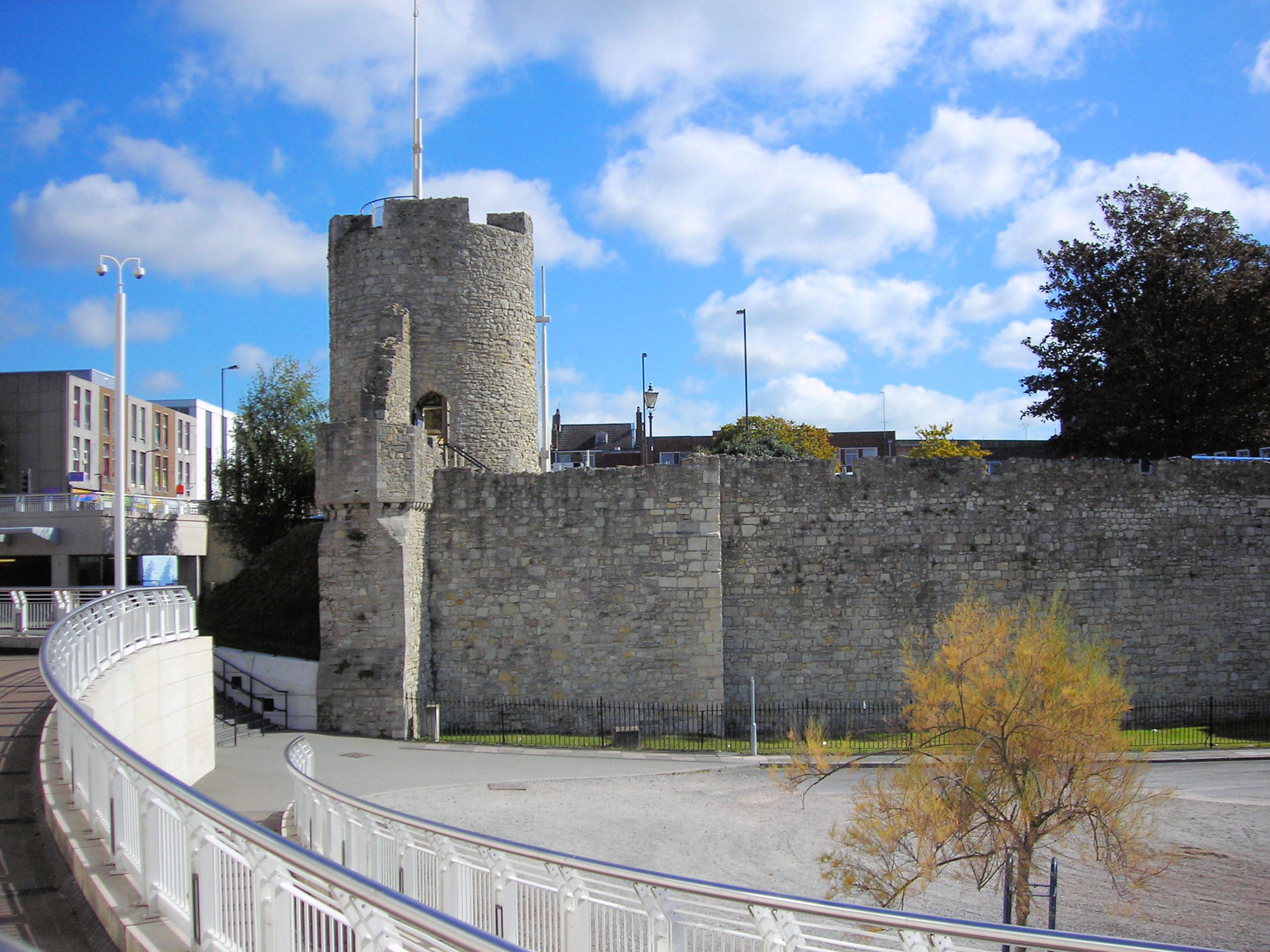
サウサンプトンのアランデル・タワー

カンテロは1839年、ワイト島のニューポートで生まれた。エンジニアとして、1870年代にはサウサンプトンに店と工場を持っており、40人の従業員を雇っていたという。また、バーゲート・ストリートの端にあるオールド・タワー・インの大家でもあり、その名前は建設されたアランデル・タワーに由来している。パブの下にはトンネルがあり、カンテロはそこを地下の作業場にして過ごしていた。カンテロは結婚しており、娘と2人の息子の3人の子供がいた。

## 発明
新しい速射式の銃の開発は、発明家にとって熱い戦いの場となっていた。世界各国の軍隊は最強の武器を求めており、発明家にとっては利益率の高い政府契約を獲得できる可能性が大きかったのである。マシンガンは南北戦争で使われ始め、ガトリング砲、ノルデンフェルト式機銃、ガードナー銃などが人気を博していた。カンテロは、この革命に自分も参加したいと考えていた。
オールド・タワー・インの地下にあるトンネルを使って実験を行っていたが、後に技術者である2人の息子も加わった。地元では、この付近から物音がすると報告されていたが、一家は自分たちの仕事を極秘にしていたという。1880年代初頭、カンテロは家族に銃の完成を知らせた。

## 失踪
1880年代に自宅を出たまま消息不明となった。失踪した経緯については、様々な説がある。ある報道によれば、カンテロは仕事の報酬として長期休暇を取っていたとか、完成した発明品を売りに行ったのではないかと言われている。また失踪した後、銀行口座から多額の資金が振り込まれたという説もある。
家族は行方を捜すため、私立探偵を雇いアメリカまで追跡してもらったが、それ以上の情報は得られなかった。

## その後

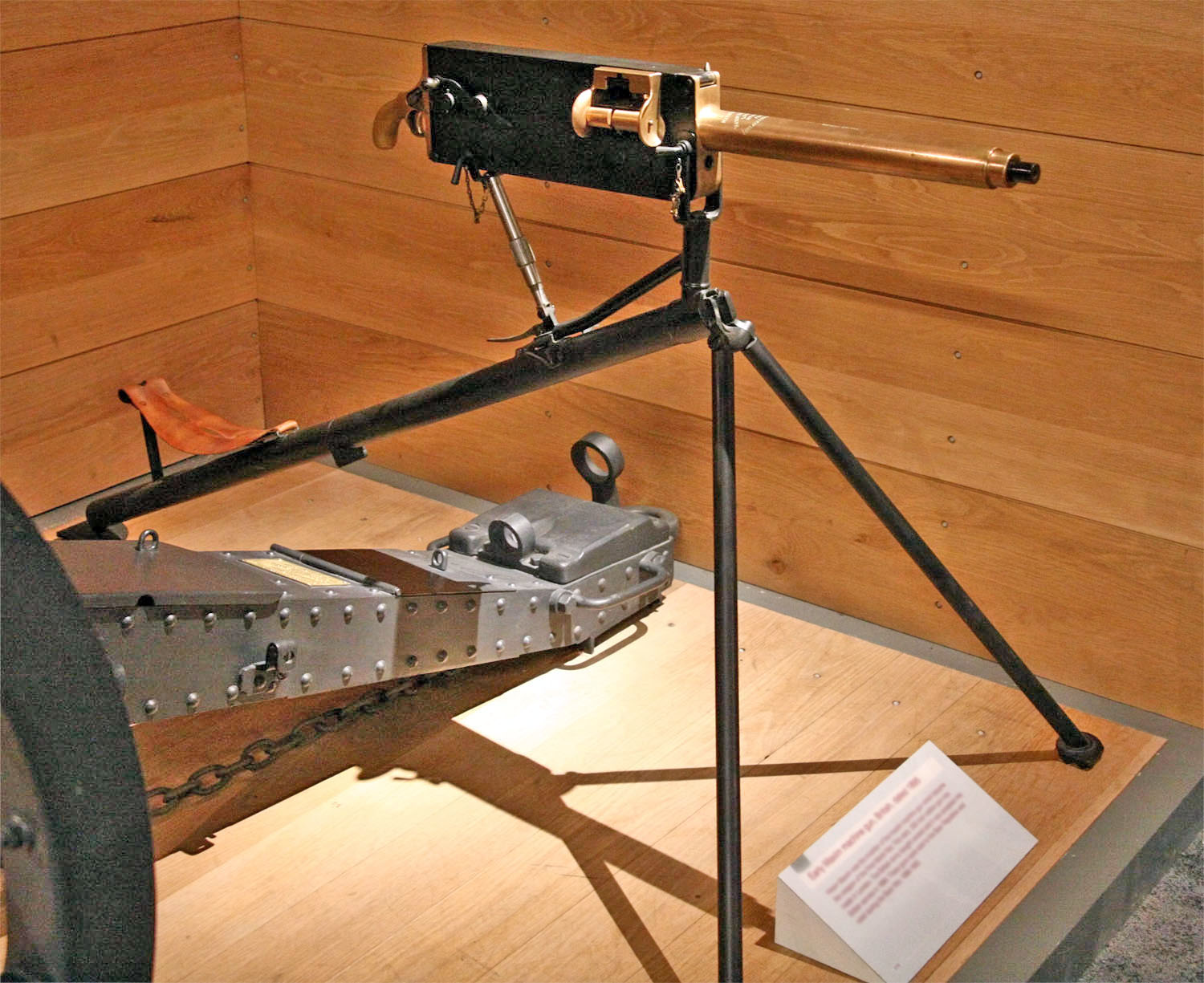
1895年製マキシム銃。撮影: マックス・スミス

1881年からロンドンに移り住んでいたアメリカ人発明家のハイラム・マキシムは、速射式の機関銃を完成させていた。カンテロの2人の息子は、たまたまマキシムの写真を見つけ、その写真が父親に似ていたことから、マキシムが生きていて、新たな人格を持っているのではないかと考えた。マキシムの写真を見て、父が生きていて新たな人格を持っていることを確信した。息子たちはマキシムに申し入れをしたが、マキシムはマキシム銃をイギリス政府に売却した。
「マキシム」という名前は、カンテロが新たな人格を獲得した証拠だと家族は主張していた。また、カンテロが自分の発明品を「私のマキシム・ガン」と呼んでいたという2人の証言もある。カンテロが新しい身分で再登場したという遺族の考えは、マキシムの生い立ちについての記述と矛盾する。マキシムは1840年に生まれ、14歳で馬車職人の見習いとなり、発明に興味を持ち、1866年に271件の特許を取得した。
BBCラジオ4で放送された「Punt PI」では、スティーブ・パントがカンテロの失踪を調査するというエピソードでカンテロの話を取り上げた。彼は、マキシムがアメリカで自分になりすました男について苦情を言っていたことを知った。また、カンテロが機関銃の横に写っている写真を英国王立兵器局に見せたところ、その武器がマキシムの銃と同じもののようだと述べた。しかし、カンテロとマキシムの画像を比較した顔の専門家は、2人の間には目に見える違いがあると強調した。
パントは、カンテロとマキシムが同一人物であるという考えに疑問を投げかけたが、偶然の一致を指摘した。